# Championnat du Pérou de football 2021
Navigation
Édition précédente Édition suivante
La saison 2021 du championnat du Pérou de football se déroule de mars à novembre 2021 avec trois phases : la Fase 1, la Fase 2 et la phase dite de Play off. Elle porte l'appellation de Liga 1 Betsson pour la première fois.
L'Alianza Lima s'octroie son 24e titre de champion du Pérou en battant le tenant du titre, le Sporting Cristal, sur un score global de 1-0 après deux manches (1-0 et 0-0).

## Règlement du championnat 2021
Le règlement présente quelques modifications par rapport à l'année dernière[Quand ?]. En effet, on repasse à 18 équipes (comme en 2019) soit deux de moins qu'en 2020 ; de plus le nombre d'étrangers autorisés à jouer sur le terrain s'élève à cinq (un de plus par rapport à 2020). Le système de relégation présente aussi des changements puisqu'on introduit un barrage entre l'antépénultième du championnat et le vice-champion de 2e division alors que les deux derniers sont directement relégués. Néanmoins, le championnat se déroule toujours en trois phases :
- Fase 1 : les 18 équipes sont réparties par tirage au sort en deux groupes de 9 équipes chacun (Liguilla A et Liguilla B), lesquelles se rencontrent une fois (8 matchs par équipe + 1 match face à une équipe de l'autre groupe). Les deux vainqueurs de groupe s'affrontent dans un match de barrage pour désigner le vainqueur de cette phase, qualifié pour la phase de Play off.
- Fase 2 : les 18 équipes se rencontrent une fois soit 17 matchs. Le vainqueur du tournoi est qualifié pour la phase de Play off.
- Play off : les vainqueurs des phases 1 et 2 sont rejoints par les deux meilleures équipes au classement cumulé (Fase 1 + Fase 2). Après des demi-finales en matchs aller / retour, la finale se joue également suivant la même modalité. Si une même équipe remportait à la fois les phases 1 et 2, la phase de Play-off serait annulée, le club en question étant automatiquement désigné champion du Pérou. Si une équipe termine parmi les deux premiers du classement cumulé en étant vainqueur de l'une des deux premières phases, elle serait automatiquement qualifiée pour la finale.

Les deux premières équipes du classement cumulé ainsi que les vainqueurs des Fase 1 et Fase 2 sont qualifiées pour la Copa Libertadores 2022, les trois équipes suivantes sont qualifiées pour la Copa Sudamericana 2022. Une quatrième place pour la Copa Sudamericana est allouée au vainqueur de la Copa Bicentenario, un tournoi regroupant les 30 équipes professionnelles du pays (D1 et D2). Si cette équipe est déjà qualifiée pour une coupe continentale, la place revient au 8e du classement cumulé.
En outre, le contexte provoqué par la pandémie de Covid-19 oblige la Fédération péruvienne de football à faire jouer l'intégralité des matchs du championnat dans la conurbation Lima-Callao dans huit stades : Estadio Alejandro Villanueva, Estadio Monumental, Estadio Alberto Gallardo, Estadio Iván Elías Moreno (en), Estadio Miguel Grau, Campo N° 2 de La Videna FPF, Estadio San Marcos et Estadio Nacional.

## Les clubs participants
| \| AC Alianza Atlético AL Alianza Universidad Ayacucho FC C. A. Mannucci Cienciano Deportivo Binacional DM FBC Melgar Cusco FC SB Sport Huancayo SC USM UTC Univ. C. Vallejo UD \| Localisation des clubs engagés dans le championnat 2021. · Légende : · AC : Academia Cantolao, AL: Alianza Lima, DM : Deportivo Municipal, SB : Sport Boys, SC : Sporting Cristal, UD : Universitario de Deportes, USM : Universidad San Martín |
| AC Alianza Atlético AL Alianza Universidad Ayacucho FC C. A. Mannucci Cienciano Deportivo Binacional DM FBC Melgar Cusco FC SB Sport Huancayo SC USM UTC Univ. C. Vallejo UD |

Le championnat compte dix-huit clubs, dont cinq basés à Lima.
| Club                               | Ville     |
| ---------------------------------- | --------- |
| Academia Cantolao                  | Callao    |
| Alianza Atlético (promu)           | Sullana   |
| Alianza Lima                       | Lima      |
| Alianza Universidad                | Huánuco   |
| Ayacucho FC                        | Ayacucho  |
| Carlos A. Mannucci                 | Trujillo  |
| Cienciano del Cusco                | Cuzco     |
| Cusco FC                           | Cuzco     |
| Deportivo Binacional               | Juliaca   |
| Deportivo Municipal                | Lima      |
| FBC Melgar                         | Arequipa  |
| Sport Boys                         | Callao    |
| Sport Huancayo                     | Huancayo  |
| Sporting Cristal (tenant du titre) | Lima      |
| Universidad César Vallejo          | Trujillo  |
| Universidad San Martín             | Lima      |
| UTC                                | Cajamarca |
| Universitario de Deportes          | Lima      |

## Compétition

### Fase 1

#### Classement(Liguilla A)
| Rang | Équipe                    | Pts | J | G | N | P | Bp | Bc | Diff |
| ---- | ------------------------- | --- | - | - | - | - | -- | -- | ---- |
| 1    | Universidad San Martín    | 19  | 9 | 6 | 1 | 2 | 10 | 6  | +4   |
| 2    | Ayacucho FC               | 15  | 9 | 3 | 6 | 0 | 16 | 10 | +6   |
| 3    | Universitario de Deportes | 15  | 9 | 4 | 3 | 2 | 12 | 11 | +1   |
| 4    | Cienciano del Cusco       | 14  | 9 | 4 | 2 | 3 | 14 | 12 | +2   |
| 5    | Carlos A. Mannucci        | 12  | 9 | 3 | 3 | 3 | 13 | 14 | -1   |
| 6    | Alianza AtléticoP         | 10  | 9 | 3 | 1 | 5 | 10 | 9  | +1   |
| 7    | UTC                       | 10  | 9 | 3 | 1 | 5 | 9  | 12 | -3   |
| 8    | AD Cantolao               | 10  | 9 | 3 | 1 | 5 | 8  | 13 | -5   |
| 9    | FBC Melgar                | 9   | 9 | 2 | 3 | 4 | 11 | 12 | -1   |

|  | Qualification à la finale de la Fase 1            |
|  | T : Tenant du titre P : Promu de Segunda División |

#### Classement(Liguilla B)
| Rang | Équipe                    | Pts | J | G | N | P | Bp | Bc | Diff |
| ---- | ------------------------- | --- | - | - | - | - | -- | -- | ---- |
| 1    | Sporting CristalT         | 24  | 9 | 8 | 0 | 1 | 18 | 6  | +12  |
| 2    | Universidad César Vallejo | 18  | 9 | 5 | 3 | 1 | 17 | 8  | +9   |
| 3    | Alianza Lima              | 16  | 9 | 4 | 4 | 1 | 12 | 6  | +6   |
| 4    | Sport Huancayo            | 12  | 9 | 3 | 3 | 3 | 8  | 9  | -1   |
| 5    | Sport Boys                | 10  | 9 | 3 | 1 | 5 | 12 | 14 | -2   |
| 6    | Alianza Universidad       | 10  | 9 | 3 | 1 | 5 | 8  | 13 | -5   |
| 7    | Cusco FC                  | 8   | 9 | 1 | 5 | 3 | 12 | 13 | -1   |
| 8    | Deportivo Municipal       | 7   | 9 | 2 | 1 | 6 | 6  | 15 | -9   |
| 9    | Deportivo Binacional      | 4   | 9 | 1 | 1 | 7 | 8  | 21 | -13  |

|  | Qualification à la finale de la Fase 1            |
|  | T : Tenant du titre P : Promu de Segunda División |

#### Barrage pour le tournoi
| 30 mai 2021 | Universidad San Martín                                | 0 - 2 ap | Sporting Cristal                                     | Estadio Alejandro Villanueva, Lima                   |                                                      |
| 14:00       |                                                       | (0 - 0)  | 94e Alejandro Hohberg · 107e (pen.) Marcos Riquelme  | Spectateurs : 0 (huis clos) Arbitrage : Kevin Ortega | Spectateurs : 0 (huis clos) Arbitrage : Kevin Ortega |
| 14:00       | Gordillo 14e · Ruiz 60e, 70e · Salas 94e · Penny 106e | Rapport  | 23e Ávila · 34e Corozo · 108e Riquelme · 120e Duarte | Spectateurs : 0 (huis clos) Arbitrage : Kevin Ortega | Spectateurs : 0 (huis clos) Arbitrage : Kevin Ortega |

Le Sporting Cristal est qualifié pour la phase de "Play off" du championnat.

### Fase 2
| Rang | Équipe                    | Pts | J  | G  | N | P  | Bp | Bc | Diff |
| ---- | ------------------------- | --- | -- | -- | - | -- | -- | -- | ---- |
| 1    | Alianza Lima              | 40  | 17 | 12 | 4 | 1  | 27 | 11 | +16  |
| 2    | Sporting CristalT         | 34  | 17 | 10 | 4 | 3  | 39 | 23 | +16  |
| 3    | Universitario de Deportes | 32  | 17 | 9  | 5 | 3  | 31 | 19 | +12  |
| 4    | FBC Melgar                | 31  | 17 | 9  | 4 | 4  | 34 | 15 | +19  |
| 5    | Sport Boys                | 28  | 17 | 7  | 7 | 3  | 24 | 20 | +4   |
| 6    | Cienciano del Cusco       | 26  | 17 | 6  | 8 | 3  | 27 | 20 | +7   |
| 7    | Deportivo Municipal       | 24  | 17 | 7  | 3 | 7  | 26 | 22 | +4   |
| 8    | Universidad César Vallejo | 24  | 17 | 6  | 6 | 5  | 14 | 12 | +2   |
| 9    | Carlos A. Mannucci        | 24  | 17 | 7  | 3 | 7  | 27 | 26 | +1   |
| 10   | UTC                       | 23  | 17 | 6  | 5 | 6  | 19 | 21 | -2   |
| 11   | Ayacucho FC               | 22  | 17 | 6  | 4 | 7  | 21 | 26 | -5   |
| 12   | Deportivo Binacional      | 21  | 17 | 6  | 3 | 8  | 24 | 29 | -5   |
| 13   | Sport Huancayo            | 18  | 17 | 3  | 9 | 5  | 18 | 21 | -3   |
| 14   | Academia Cantolao         | 17  | 17 | 4  | 5 | 8  | 20 | 24 | -4   |
| 15   | Cusco FC                  | 16  | 17 | 4  | 4 | 9  | 30 | 36 | -6   |
| 16   | Alianza AtléticoP         | 15  | 17 | 4  | 3 | 10 | 21 | 37 | -16  |
| 17   | Alianza Universidad       | 14  | 17 | 3  | 5 | 9  | 17 | 32 | -15  |
| 18   | Universidad San Martín    | 7   | 17 | 1  | 4 | 12 | 8  | 33 | -25  |

|  | Qualification à la phase de Play off du championnat |
|  | T : Tenant du titre P : Promu de Segunda División   |

### Classement cumulé
| Rang | Équipe                       | Pts | J  | G  | N  | P  | Bp | Bc | Diff |
| ---- | ---------------------------- | --- | -- | -- | -- | -- | -- | -- | ---- |
| 1    | Sporting CristalT,F1,CB      | 58  | 26 | 18 | 4  | 4  | 57 | 29 | +28  |
| 2    | Alianza LimaF2               | 56  | 26 | 16 | 8  | 2  | 39 | 17 | +22  |
| 3    | Universitario de Deportes -1 | 46  | 26 | 13 | 8  | 5  | 43 | 30 | +13  |
| 4    | Universidad César Vallejo    | 42  | 26 | 11 | 9  | 6  | 42 | 26 | +16  |
| 5    | FBC Melgar                   | 40  | 26 | 11 | 7  | 8  | 45 | 27 | +18  |
| 6    | Cienciano del Cusco -1       | 39  | 26 | 10 | 10 | 7  | 41 | 32 | +9   |
| 7    | Sport Boys -1                | 37  | 26 | 10 | 8  | 8  | 36 | 34 | +2   |
| 8    | Ayacucho FC                  | 37  | 26 | 9  | 10 | 7  | 37 | 36 | +1   |
| 9    | Carlos A. Mannucci           | 36  | 26 | 10 | 6  | 10 | 40 | 40 | 0    |
| 10   | UTC                          | 33  | 26 | 9  | 6  | 11 | 28 | 33 | -5   |
| 11   | Sport Huancayo               | 30  | 26 | 6  | 12 | 8  | 26 | 30 | -4   |
| 12   | Deportivo Municipal -1       | 30  | 26 | 9  | 4  | 13 | 32 | 37 | -5   |
| 13   | Academia Cantolao            | 27  | 26 | 7  | 6  | 13 | 28 | 37 | -9   |
| 14   | Alianza AtléticoP            | 25  | 26 | 7  | 4  | 15 | 31 | 46 | -15  |
| 15   | Deportivo Binacional         | 25  | 26 | 7  | 4  | 15 | 32 | 50 | -18  |
| 16   | Universidad San Martín -1    | 25  | 26 | 7  | 5  | 14 | 18 | 39 | -21  |
| 17   | Cusco FC -1                  | 23  | 26 | 5  | 9  | 12 | 42 | 49 | -7   |
| 18   | Alianza Universidad -1       | 23  | 26 | 6  | 6  | 14 | 25 | 45 | -20  |

|  | Qualification pour la Copa Libertadores 2022 |
|  | Qualification pour la Copa Sudamericana 2022 |
|  | Barrage avec le vice-champion de 2e division |
|  | Relégation directe en deuxième division |
|  | T : Tenant du titre F1 : Vainqueur de la Fase 1 F2 : Vainqueur de la Fase 2 P : Promu de Segunda División CB : Vainqueur de la Copa Bicentenario |

Le Sporting Cristal, vainqueur de la Fase 1, et l'Alianza Lima, vainqueur de la Fase 2, sont tous les deux directement qualifiés à la finale du championnat. En effet, les deux équipes sont en outre assurées de terminer dans les deux premières places au classement général.

#### Barrage de promotion-relégation
Le Carlos Stein, vice-champion de 2e division, affronte le Deportivo Binacional, 16e au classement cumulé, dans un barrage de promotion / relégation dont le vainqueur obtient une place en D1. À noter que ce barrage s'est déroulé avant la décision du Tribunal arbitral du sport (TAS) le 20 janvier 2022 de modifier le classement général du championnat (voir ci-après).
| 4 novembre 2021 | Carlos Stein               | 0 - 1   | Deportivo Binacional | Estadio Monumental, Lima                                 |                                                          |
| 15:00           |                            | (0 - 0) | 55e Johan Arango     | Spectateurs : 0 (huis clos) Arbitrage : Michael Espinoza | Spectateurs : 0 (huis clos) Arbitrage : Michael Espinoza |
| 15:00           | Ramírez 41e · Palacios 64e | Rapport |                      | Spectateurs : 0 (huis clos) Arbitrage : Michael Espinoza | Spectateurs : 0 (huis clos) Arbitrage : Michael Espinoza |

| 7 novembre 2021 | Deportivo Binacional                    | 0 - 1             | Carlos Stein                                 | Estadio Monumental, Lima                              |                                                       |
| 15:00           |                                         | (0 - 0)           | 77e Maximiliano Freitas                      | Spectateurs : 0 (huis clos) Arbitrage : Edwin Ordóñez | Spectateurs : 0 (huis clos) Arbitrage : Edwin Ordóñez |
| 15:00           | Arango 12e · Marotta 14e · Mancilla 52e | Rapport           | 26e Salas · 29e Cotrina · 93e Brundo ·       | Spectateurs : 0 (huis clos) Arbitrage : Edwin Ordóñez | Spectateurs : 0 (huis clos) Arbitrage : Edwin Ordóñez |
| 15:00           | Mancilla · Carranza · Polar · Rosell    | Tirs au but 2 - 4 | Salas · Freitas · Ramírez · Quiñones · López | Spectateurs : 0 (huis clos) Arbitrage : Edwin Ordóñez | Spectateurs : 0 (huis clos) Arbitrage : Edwin Ordóñez |

Le Carlos Stein, victorieux aux tirs au but (4-2tab), jouera l'édition 2022 du championnat du Pérou de football. Le Deportivo Binacional est repêché en 1re division à la suite de la décision du TAS de modifier le classement général du championnat 2021. Ainsi l'Universidad San Martín, en position de barragiste, est également repêché alors que le Cusco FC, qui se voit retirer deux points, est relégué.

### Play off

#### Finale du championnat
| Équipe       | Aller | Total | Retour | Équipe           |
| ------------ | ----- | ----- | ------ | ---------------- |
| Alianza Lima | 1 - 0 | 1 - 0 | 0 - 0  | Sporting Cristal |

| 21 novembre 2021                        | Alianza Lima      | 1 - 0                               | Sporting Cristal | Estadio Nacional, Lima                      |                                             |
|                                         | Hernán Barcos 33e | (1 - 0)                             |                  | Spectateurs : 12 906 Arbitrage : Diego Haro | Spectateurs : 12 906 Arbitrage : Diego Haro |
| Portales 53e · Benítez 53e · Ballón 72e | Rapport           | 30e Ávila · 36e Duarte · 38e Chávez |                  | Spectateurs : 12 906 Arbitrage : Diego Haro | Spectateurs : 12 906 Arbitrage : Diego Haro |

| 28 novembre 2021            | Sporting Cristal | 0 - 0                                                | Alianza Lima | Estadio Nacional, Lima   |
|                             |                  |                                                      |              | Arbitrage : Kevin Ortega |
| Gonzales 78e · Riquelme 79e | Rapport          | 53e Vílchez · 79e Lagos · 87e Campos · 98e Rodríguez |              |                          |

| Pérou                  |
| Champion               |
| Alianza Lima 24e titre |

## Bilan de la saison
| Championnat du Pérou de football 2021 |                           |
| Champion                              | Alianza Lima (24e titre)  |
| Qualifications continentales          |                           |
| Copa Libertadores 2022                | Alianza Lima              |
| Copa Libertadores 2022                | Sporting Cristal          |
| Copa Libertadores 2022                | Universitario de Deportes |
| Copa Libertadores 2022                | Universidad César Vallejo |
| Copa Sudamericana 2022                | FBC Melgar                |
| Copa Sudamericana 2022                | Cienciano del Cusco       |
| Copa Sudamericana 2022                | Sport Boys                |
| Copa Sudamericana 2022                | Ayacucho FC               |
| Promotions et relégations             |                           |
| Promus en Liga 1                      | Atlético Grau             |
| Promus en Liga 1                      | Carlos Stein              |
| Promus en Liga 1                      | AD Tarma                  |
| Relégués en Liga 2                    | Cusco FC                  |
| Relégués en Liga 2                    | Alianza Universidad       |